# Examnes mindanaonis
Examnes mindanaonis är en skalbaggsart som beskrevs av Hüdepohl 1990. Examnes mindanaonis ingår i släktet Examnes och familjen långhorningar.
Artens utbredningsområde är Filippinerna. Inga underarter finns listade i Catalogue of Life.